# 于尔班·勒威耶
于尔班·让·约瑟夫·勒威耶（法語發音：[yʁbɛ̃ ʒɑ̃ ʒɔzɛf lə vɛʁje]，1811年3月11日—1877年9月23日），法国数学家、天文学家，其主要贡献是计算出了海王星的轨道，根据其计算，德国天文学家约翰·戈特弗里德·伽勒于1846年9月在柏林天文台观测到了海王星。

## 发现海王星
勒威耶推测是因为存在一颗未知行星的引力作用，使天王星的轨道运动受到干扰，也就是天文学上所谓的“摄动”影响。他计算出这颗行星的轨道、位置、大小，然后请柏林天文台的伽勒寻找这颗未知的行星。1846年9月23日，伽勒根据勒威耶预言，只花了一个小时，就在离勒威耶预言的位置不到1度的地方，发现了一颗新的行星。后来这个新的行星被命名为海王星。

## 榮譽與紀念
- 1868和1876年英國皇家天文學會金質獎章。
- 月球和火星上各有一個撞擊坑以他命名。此外海王星的一個環和小行星1997號也是以他的名字命名。
- 他是名字被刻在艾菲爾鐵塔的七十二位法國科學家與工程師其中一位。